# Сампере
Сампере (італ. Sampeyre, п'єм. San Pèire) — муніципалітет в Італії, у регіоні П'ємонт,  провінція Кунео.
Сампере розташоване на відстані близько 530 км на північний захід від Рима, 70 км на південний захід від Турина, 37 км на північний захід від Кунео.
Населення — 1014 осіб (2014).
Покровитель — Santi Pietro e Paolo.

## Демографія
Населення за роками:

Станом на 1 січня 2023 року в муніципалітеті офіційно проживало 38 іноземців з 9 країн, серед них 12 громадян країн Євросоюзу та 12 громадян України.

## Сусідні муніципалітети
- Броссаско
- Кастельдельфіно
- Ельва
- Фрассіно
- Макра
- Ончино
- Паезана
- Сан-Дам'яно-Макра
- Санфронт
- Строппо